# Эдвардс, Фил
Фи́лип Э́двардс (англ. Philip Edwards; 3 сентября 1949, Коршем, Уилтшир — 24 апреля 2017, Рокебрюн — Кап-Мартен) — британский шоссейный велогонщик. Выступал на крупных международных соревнованиях на всём протяжении 1970-х годов, чемпион Великобритании, участник летних Олимпийских игр в Мюнхене. В период 1976—1980 годов представлял профессиональную команду Sanson, с которой побывал на многих престижных гонках на шоссе, в том числе четыре раза проехал супервеломногодневку «Джиро д’Италия».

## Биография
Фил Эдвардс родился 3 сентября 1949 года в городе Бристоль, Англия. Его отец был англичанином, а мать — итальянкой, бежавшей в Великобританию во время Второй мировой войны. Серьёзно заниматься велоспортом начал ещё будучи подростком.
Впервые заявил о себе в возрасте восемнадцати лет в 1967 году, когда одержал победу на шоссейном чемпионате Великобритании среди юниоров. Год спустя продолжил успешно выступать, выиграв несколько домашних гонок, в том числе двухдневную гонку в Херефорде.
В 1970 году дебютировал на «Туре Британии» (называвшемся тогда «Молочной гонкой»), где занял достаточно высокое шестое место, показав наивысший результат среди всех британских велогонщиков. В следующем сезоне выиграл в общей сложности 14 местных региональных гонок и стал победителем шестого этапа «Молочной гонки». Ещё через год после победы на третьем этапе «Молочной гонки» вышел на первое место генеральной классификации (став первым британцем за последние пять лет, добившимся такого успеха), однако в конечном счёте занял в общем зачёте многодневки лишь четвёртое место.
Благодаря череде удачных выступлений удостоился права защищать честь страны на летних Олимпийских играх 1972 года в Мюнхене. В итоге финишировал в мужской шоссейной гонке шестым, сразу за своим товарищем по команде Филом Бэйтоном, тогда как в командной гонке с раздельным стартом на 100 км занял четырнадцатое место.
Сезон 1974 года Эдвардс провёл в Италии — его мать-итальянка написала письма нескольким итальянским клубам с просьбой взять её сына, и таким образом велогонщик оказался в итальянской любительской команде G.S. Mobigori-Perignano, с которой выиграл ещё семь гонок различного уровня.
В конце 1975 года Фил Эдвардс присоединился к профессиональной британской команде Sanson, возглавляемой знаменитым Франческо Мозером, и вскоре дебютировал на профессиональном уровне.
Наибольшего успеха как профессионал добился в 1977 году, когда выиграл гонку «Лондон — Йорк» и одержал победу в зачёте британского национального первенства. В дальнейшем в основном исполнял роль доместика, помогая выигрывать гонки своему капитану Франческо Мозеру. Четыре раза принимал участие в гранд-туре «Джиро д’Италия», в 1978 году одержал победу на одном из этапов «Вуэльты Каталонии». В ходе сезона 1980 года в результате серьёзной травмы вынужден был завершить карьеру профессионального спортсмена.
Впоследствии вместе со своим братом Марком занимался бизнесом по продаже велосипедов итальянских марок на территории Великобритании. В 1985 году они одними из первых начали торговать набиравшими популярность горными велосипедами, в частности занимались их экспортом в Италию.
В 2010 году Эдвардс отошёл от дел и переехал на постоянное жительство в Монако, где заведовал небольшой пиццерией. Был женат, имел двоих детей.
Умер от сердечного приступа 24 апреля 2017 года в Монте-Карло в возрасте 67 лет.